# Taonius borealis
Taonius borealis is een inktvissensoort uit de familie van de Cranchiidae. De wetenschappelijke naam van de soort is voor het eerst geldig gepubliceerd in 1972 door Nesis.